# Peter Burleigh
Albert Peter Burleigh (Los Ángeles, 7 de marzo de 1942) es un oficial y diplomático del servicio exterior de los Estados Unidos. Fue embajador en Sri Lanka, representante permanente interino ante las Naciones Unidas, y encargado de negocios en India.

## Biografía
Se graduó en la Universidad Colgate con un bachiller universitario en letras en 1963, especializándose en antropología y sociología. Fue voluntario del Cuerpo de Paz en Nepal desde 1963 hasta 1965, tiempo durante el cual dominó el idioma nepalí. Además de ese idioma, habla bengalí, hindi y cingalés. Se unió al Servicio Exterior de los Estados Unidos en 1967, después de pasar un año como becario Fulbright en Nepal.
A lo largo de su carrera diplomática, ocupó diversos cargos en el Departamento de Estado de los Estados Unidos, entre ellos: subsecretario de Estado adjunto de personal (1992-1995), coordinador de la Oficina de Lucha contra el Terrorismo (1991-1992), subsecretario de Estado adjunto de inteligencia e investigación (1989-1991); y subsecretario de Estado adjunto a cargo de la Oficina de Asuntos del Cercano Oriente y Asia Meridional (1987-1989), con responsabilidades primarias en la región del Golfo Pérsico. De 1985 a 1987 dirigió la oficina del Departamento de Estado responsable de Irán e Irak y, anteriormente, fue subdirector de Arabia Saudita y los Emiratos del Golfo. Ocupó también cargos en las embajadas de Estados Unidos en Nepal, Baréin, India y Sri Lanka.
Se desempeñó como embajador de los Estados Unidos en Sri Lanka entre 1995 y 1997, concurrente en Maldivas. Desde agosto de 1997 hasta diciembre de 1999 fue representante permanente adjunto de los Estados Unidos ante las Naciones Unidas, ocupando interinamente la misión estadounidense ante la ONU entre agosto de 1998 y diciembre de 1999. Fue presidente del Consejo de Seguridad de las Naciones Unidas en noviembre de 1998.
En 1999, el presidente Bill Clinton lo nominó para desempeñarse como embajador de los Estados Unidos en Filipinas y Palaos, pero el Senado de los Estados Unidos nunca actuó sobre la nominación, y finalmente fue retirada. En 2009 y nuevamente en 2011 fue nombrado encargado de negocios de la embajada de los Estados Unidos en Nueva Delhi (India), en espera de los primeros nombramientos de Timothy Roemer, primero, y de Nancy Jo Powell, luego, como embajadores.
En octubre de 2000, recibió la medalla por servicio distinguido del secretario de Estado y en diciembre de 2000, fue designado para un premio al servicio distinguido presidencial por el presidente Clinton.
Fue embajador en residencia y profesor visitante en la Universidad de Miami entre 2004 y 2008. Entre 2006 y 2011 fue asesor principal del Centro Carter en Nepal.